# Kristen Stewart
Kristen Jaymes Stewart (Los Angeles, 9 de abril de 1990) é uma atriz, diretora e roteirista norte-americana. Seu destaque inicial foi no filme Panic Room de 2002, em que interpretou Sarah Altman, a filha da personagem de Jodie Foster, porém, ela ficou mundialmente conhecida pelo papel de Isabella Swan na Saga Crepúsculo (2008–2012). Devido ao sucesso da saga, Stewart ganhou o BAFTA de Melhor Atriz em Ascensão em 2010. Ela também foi considerada uma das maiores atrizes de sua geração e recebeu o prêmio de Atriz da Década pela Hollywood Acts Association em 2019, por sua contribuição e versatilidade no cinema durante os anos de 2000 e 2010.
Além da saga, outros filmes memoráveis de Stewart, incluem: Catch That Kid (2004), Zathura: A Space Adventure (2005), Into the Wild (2007) e Snow White and the Huntsman (2012). Stewart também evitou papéis em filmes de grande orçamento em favor de produções independentes, incluindo os dramas Camp X-Ray (2014), Still Alice (2014) e Equals (2015).  Ela foi aclamada por sua atuação no filme dramático de Olivier Assayas, Clouds of Sils Maria (2014), que lhe rendeu o troféu  César de Melhor Atriz Coadjuvante, fazendo dela a primeira atriz norte-americana na história a ganhar o prêmio francês. Stewart se reuniu novamente com Assayas no thriller sobrenatural Personal Shopper (2016) e fez sua estreia na direção com o curta Come Swim (2017).  Ela voltou para os grandes estúdios de Hollywood ao fazer papéis principais no filme de ação Charlie's Angels (2019), no suspense Underwater (2020) e na comédia romântica Happiest Season (2020). Stweart foi amplamente aclamada pela crítica ao interpretar Diana, Princesa de Gales no drama biográfico Spencer (2021), dirigido por Pablo Larraín. A sua atuação lhe rendeu a indicação de Melhor Atriz no Critics' Choice Awards, Globo de Ouro e Óscar.

## Biografia
Stewart nasceu e cresceu em Los Angeles, Califórnia. Ambos os pais trabalham na indústria do entretenimento. Seu pai, estadunidense, John Stewart, é um gerente de palco e produtor de televisão que trabalhou para a Fox, e atualmente trabalha no programa Comedy Central @midnight. Sua mãe, australiana, Jules Mann-Stewart, é originalmente de Maroochydore, Queensland. Ela é supervisora de roteiro e também dirigiu o filme, o drama da prisão 2012, K-11. Ela tem um irmão mais velho, Cameron B. Stewart, e dois irmãos adotados, Dana e Taylor. Stewart frequentou escolas locais até a sétima série. À medida que ela se envolveu mais na atuação, ela continuou sua educação por correspondência até completar o ensino médio.

## Carreira

### 1999–2007: Início de carreira e reconhecimento
Kristen começou a atuar aos 7 anos, depois que um agente a viu se apresentar na peça de Natal da escola primária. Após a audição por um ano, Stewart ganhou seu primeiro papel com uma parte pequena no Disney Channel TV-filme no décimo terceiro ano. Seu próximo filme foi The Flintstones em Viva Rock Vegas, onde ela tocou o "Ring Toss Girl". Ela também apareceu no filme independente The Safety of Objects (2001), como a filha de uma mãe solteira problemática (Patricia Clarkson). Stewart também interpretou a filha diabética de uma mãe divorciada (Jodie Foster) no filme Panic Room (2002). Após o sucesso de Panic Room, Stewart lançou outro filme Cold Creek Manor (2003), interpretando a filha de Dennis Quaid e Sharon Stone.  Sobre este tempo em sua carreira, começou a estudar em casa por causa de sua programação irregular.

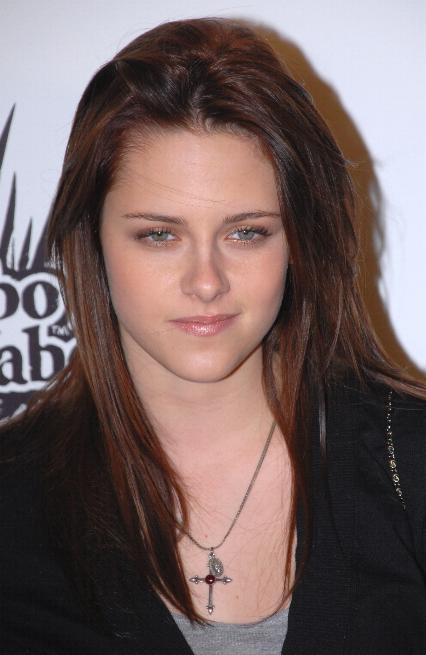
Stewart em 2007.

O primeiro papel principal de Stewart foi aos 14 anos na comédia de ação para crianças Catch That Kid (2004), com Max Thieriot e Corbin Bleu. Naquele ano, Kristen também desempenhou o papel de Lila no filme Undertow (2004). Stewart estrelou o filme de televisão Speak (2004), baseado no romance homônimo de Laurie Halse Anderson. Durante as filmagens, tocou um calouro de escola para Melinda Sordino, que depois de ser estuprada quase parou de falar. Seu desempenho foi amplamente elogiado, com The New York Times afirmando "Stewart cria um personagem convincente cheio de dor e turbulência."
Em 2005, Stewart apareceu no filme de aventura e fantasia Zathura: A Space Adventure, ao lado de Josh Hutcherson e Jonah Bobo, interpretando o papel de Lisa, a irresponsável irmã mais velha de dois meninos. Durante a sua jogando um jogo de tabuleiro, eles transformam sua casa em uma nave espacial que explode incontrolavelmente no espaço exterior. O filme foi elogiado pelos críticos, mas o desempenho da atriz não atraiu muita atenção da mídia. Seu personagem é imobilizado durante a maior parte do filme. No ano seguinte, ela interpretou o personagem Maya no filme Fierce People (2006), dirigido por Griffin Dunne. Após esse filme, ela recebeu o papel principal de Jess Solomon no filme sobrenatural The Messengers.
Stewart apareceu como adolescente Lucy Hardwicke em In the Land of Women (2007), um drama romântico estrelado por Meg Ryan e Adam Brody. O filme, assim como o desempenho de Stewart, recebeu críticas mistas. Nesse mesmo ano, Stewart teve um pequeno papel na adaptação de Sean Penn, Into the Wild (2007) interpretando Tracy, uma cantora adolescente que tem uma queda pelo jovem aventureiro Christopher McCandless (interpretado por Emile Hirsch) - Stewart recebeu críticas mistas. Enquanto Salon.com considerou seu trabalho um "desempenho resistente e sensível", e o Chicago Tribune observou que ela fez "vividamente bem com um esboço de um papel", crítico de Variety, Dennis Harvey disse: "Não está claro se Stewart significa está apenas interpretando Tracy, ou se apenas sai dessa maneira. 
Após Into the Wild, Stewart teve uma aparição em Jumper, e também apareceu em What Just Happened, que foi lançado em outubro 2008. Ela co-estrelou em The Cake Eaters, um filme independente que foi exibido apenas em festivais de cinema. Tanto o filme como o desempenho de Stewart receberam muitos comentários positivos. O crítico Bill Goodykoontz do The Arizona Republic disse que Stewart "Ela realmente brilha... Ela se destaca em ambos os aspectos do desempenho, dando à Geórgia uma força que desafia qualquer tipo de pena que se possa sentir por ela, sem nos deixar esquecer sua vulnerabilidade".

### 2008–2012: Sucesso internacional eA Saga Crepúsculo
Em 16 de novembro de 2007, a Summit Entertainment anunciou que Stewart interpretaria a personagem principal Isabella "Bella" Swan no filme Crepúsculo, com base no best-seller de Stephenie Meyer, romance de vampiros do mesmo nome. Stewart estava no set de Adventureland quando a diretora Catherine Hardwicke a visitou para um teste de tela informal, que "cativou" o diretor. Ela estrelou ao lado de Robert Pattinson, que interpreta Edward Cullen. O filme começou a produção em fevereiro de 2008 e terminou a filmagem em maio de 2008.
Twilight foi lançado no mercado mundial em 21 de novembro de 2008. O desempenho de Stewart obteve críticas misturadas com alguns críticos descrevendo-a como "a escolha de elenco ideal" e louvando-a por transmitir o "desprendimento de Bella, bem como sua necessidade de atrapalhá-la"; outros criticaram sua atuação por ser "de madeira" e sem variedade em suas expressões faciais, que descreveram como "em branco". Em 2008, classificou o número 17 em "30 Under 30" da Entertainment Weekly, a lista de atrizes mais pagas do ano, e ela também foi indicada a atriz jovem do filme Fanatic, e ela também foi classificada como o número 9 no "The 25 Hottest Actors Under 25" da Moviefone. Ela foi indicada quatro vezes, três anos consecutivos (2003-2005) e em 2008 pelo Young Artist Award.

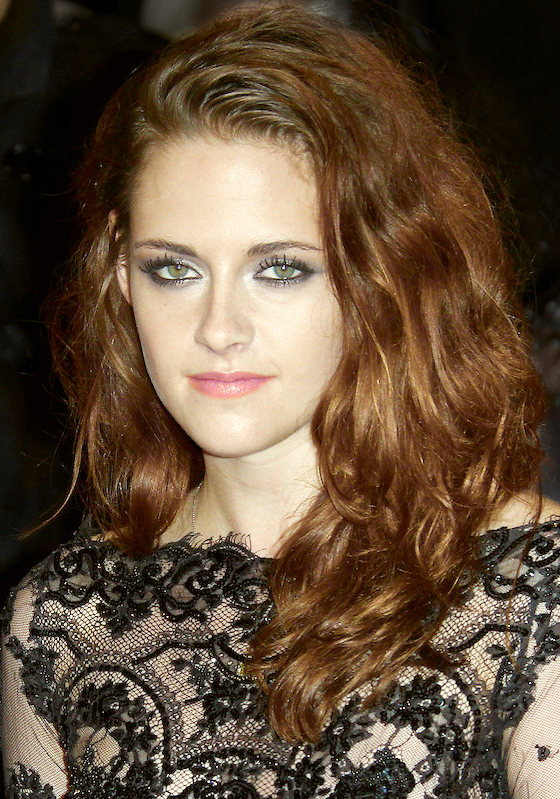
Kristen em 2012, na premiere da Saga Crepúsculo Amanhecer Parte 1, em Londres.

Ela recebeu elogios por seu papel em Adventureland (2009), um filme comédia e drama escrito e dirigido por Greg Mottola e co-estrelado por Jesse Eisenberg. O crítico James Berardinelli, da Reelviews, disse: "Stewart é mais do que meramente atraente nesse papel - ela faz de em uma mulher plenamente realizada e alguns dos resultados de desenvolvimento mais intrincados do que a câmera observa nos olhos de Stewart". Los Angeles Times, Kenneth Turan, disse que Stewart era "bela, enigmática e muito experiente". E os filmes do MSN, James Rocchi, declararam: "O poder vulnerável e assustador de Stewart é usado para um bom efeito". Stewart reapareceu como Bella na sequela, The Twilight Saga: New Moon, mais uma vez recebendo críticas misturadas para o desempenho dela. Jordan Mintzer, da Variety, chamou Stewart de "coração e alma do filme" e louvou-a por dar "peso e profundidade ao diálogo...ela faz com que as feridas psicológicas de Bella pareçam o verdadeiro negócio".
Em 2009, Stewart estrelou Lenço Amarelo (2008) ao lado de Eddye Redmayne que estreou no Sundance Film Festival e foi lançado nos cinemas em 2010 por Samuel Goldwyn Films. Ela também estrelou junto com James Gandolfini em Corações Perdidos, que estreou no Sundance Film Festival em janeiro de 2010. Ela recebeu o prêmio BAFTA Rising Star Award (Estrela em Ascensão) no 63º British Academy Film Awards. Ela foi indicada "Stonette of the Year" pela revista High Times, também em 2010. E ficou em 3º lugar na FHM Online "Mulheres mais sexy do mundo". E novamente classificou-se #13 na lista FHM 2011 de "Mulheres mais sexy do mundo". E novamente, ela foi classificada em #6 na lista FHM 2010 de "Mulheres Mais Sexys do Mundo". Ainda em 2010, Stewart retratou a estrela do rock Joan Jett em The Runaways, um filme biográfico da banda titular do mesmo nome do escritor-diretor Floria Sigismondi. No mesmo ano, Stewart protagonizou o filme Welcome to the Rileys com James Gandolfini. E mais uma vez esteve na pele de Bella Swan em A Saga Crepúsculo: Eclipse. Em 2011 A Saga Crepúsculo: Breaking Dawn - Parte 1 foi o único filme que a atriz estreou no ano. Ela concluiu o papel no final, A Saga Crepúsculo: Amanhecer - Parte 2, em novembro de 2012. Em 13 de janeiro de 2012, ela se tornou o rosto de um novo perfume Balenciaga; Em junho, seu nome foi promovido como "Florabotanica".
No dia 1º de junho de 2012, Stewart estrelou como Branca de Neve no filme Branca de Neve e o Caçador, ao lado de Chris Hemsworth e Sam Claflin. Kristen apareceu como MaryLou em "On the Road", a adaptação cinematográfica do romance de culto de Jack Kerouac, do mesmo nome. Segundo a Forbes, Stewart foi a atriz mais bem paga em 2012, com ganhos totais de US$ 34,5 milhões. Ela ganhou US$12,5 milhões cada para as duas últimas épocas da série, incluindo royalties. Ela ficou em 7º lugar na lista de Top 99 Women. Em 11 de dezembro de 2013, a Chanel anunciou que Stewar seu "novo rosto" para uma coleção de moda de inspiração ocidental. A campanha foi filmada por Karl Lagerfeld e foi lançada online em maio de 2014. Em 2014, Balenciaga lançou uma nova fragrância, Rosabotanica, com Stewart permanecendo o rosto da marca. Camp X-Ray, seu primeiro filme de 2014, estreou no Festival de Cinema Sundance em 17 de janeiro.

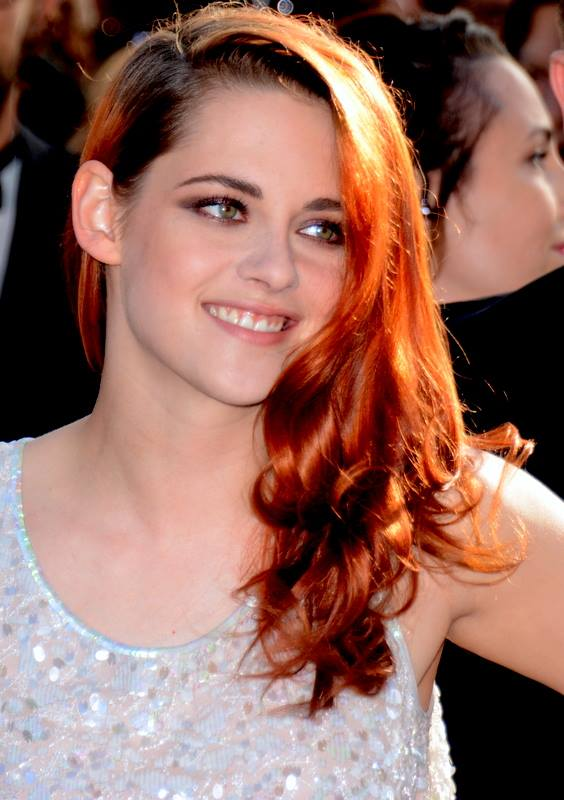
Stewart em 2014.

Stewart apareceu ao lado de Julianne Moore em Still Alice, um filme de drama que teve sua estreia mundial no Festival Internacional de Cinema de Toronto de 2014. Sua performance recebeu elogios de críticos. Peter Travers, da Rolling Stone, a chamou de "maravilhosamente vibrante e contenciosa" e disse: "Mesmo quando Alice ainda se desliza no sentimento, Moore e Stewart são engraçados, ferozes e gloriosos". Em 2015, Stewart apareceu no filme Anesthesia de Tim Blake Nelson, um drama indie sobre um grupo de Nova-iorquinos, e atuou novamente com Jesse Eisenberg, desta vez no longa American Ultra. No final de 2015, Kristen estrelou o curta Once and Forever dirigido por Karl Lagerfeld que estreou em um desfile da marca realizado em Roma. Já no ano de 2016, Stewart co-estrelou junto de Nicholas Hoult na história um amor futurista de Drake Doremus, Equals. Também fez parte do filme Certain Women(dirigido por Kelly Reichardt), que ganhou como Melhor Filme no London Film Festival.
Foi protagonista ao lado do ator Jesse Eisenberg no longa Café Society do famoso diretor Woody Allen, e coadjuvante em Billy Lynn's Long Halftime Walk do também aclamado diretor Ang Lee. Depois do sucesso de Acima das Nuvens, Stewart e Olivier Assayas reuniram-se novamente, desta vez no filme Personal Shopper, uma história de fantasmas que ocorre no submundo da moda. Kristen apareceu no vídeo clipe da banda Rolling Stones, intitulado "Ride 'Em On Down". Além dos diversos filmes da atriz que estrearam em 2016, também houve tempo para que ela fizesse sua estreia na direção, a atriz filmou o curta Come Swim, que deve estreou em janeiro de 2017. Em 2018 a atriz foi escalada para o filme de ação, Seberg que teve sua estreia no Festival de Cinema de Veneza em agosto de 2019. Embora o filme tenha recebido críticas mistas dos críticos, o desempenho de Stewart recebeu elogios. Ainda neste mesmo ano, Stewart aparece no filme de suspense Lizzie.

### 2019–presente: Retorno à Hollywood eLiving for The Dead

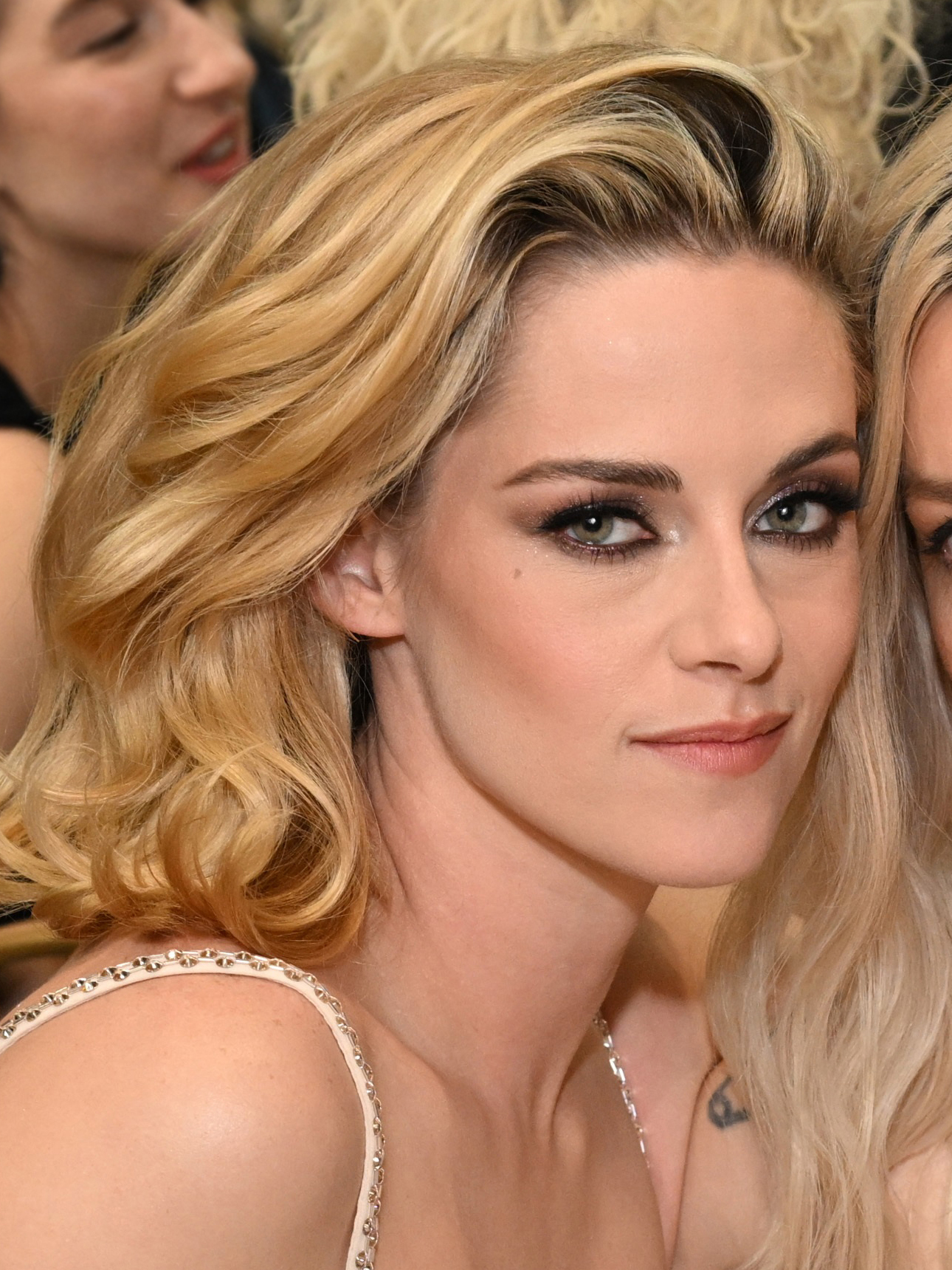
Stewart em 2022

Em novembro de 2019, Kristen voltou ao mainstream de Hollywood ao estrelar o reboot do filme Charlie's Angels, ao lado de Naomi Scott e Ella Balinska, arrecadando mais de 30 milhões de dólares em sua primeira semana. Em 2020, protagonizou o filme de comédia romântica natalina, Happiest Season, na pele de Abby Holland. No mesmo ano, foi escalada para interpretar Diana, Princesa de Gales, no filme biográfico de Pablo Larraín, Spencer, que narra a decisão de Diana de se divorciar de Charles, Príncipe de Gales. Ela trabalhou com um treinador de dialeto e estudou a postura de Diana para o papel. Descrevendo Diana como alguém que "se destaca como uma casa brilhante em chamas", Stewart disse que "se sentiu mais livre e viva e capaz de se mover" no papel do que em qualquer um de seus projetos anteriores. O filme estreou no 78º Festival Internacional de Cinema de Veneza em setembro de 2021, onde recebeu uma ovação de três minutos. Os críticos elogiaram o retrato de Diana por Stewart, com Jonathan Romney do Screen Daily descrevendo-o como "frágil, terno, às vezes divertido e não um pouco estranho" e Kyle Buchanan do The New York Times considerando seu elenco "um meta golpe de gênio". Stewart ficou apenas fora das indicações do SAG Awards e do BAFTA, pois, segundo os tablóides internacionais, o filme teria sido controverso por conta da Família Real Britânica serem os donos da premiação. E em conta do Screen Actor Guild Awards, os votantes não indicaram a atriz por ela "estar casada com uma mulher e não gostar de homens".
Em 2022, Stewart estrelou ao lado de Léa Seydoux e Viggo Mortensen o thriller de ficção científica de David Cronenberg, Crimes of the Future. O longa estreou no Cannes Film Festival. Stweart também está programada para estrear o filme Love Lies Bleeding ao lado de Dave Franco, Ed Harris, Jena Malone e Katy O’Brian. Em 2023, Stewart foi selecionado como presidente do júri para a seção de competição da 73 edição do Berlin International Film Festival, que foi realizada em fevereiro. Ainda em 2022, foi anunciado que Stewart irá dirigir uma adaptação cinematográfica das memórias da escritora Lidia Yuknavitch, The Chronology of Water, que serviria como sua estreia na direção de um longa-metragem. Ela vai interpretar Joan Vollmer, o membro feminino mais proeminente da Geração Beat, ao lado de Ben Foster em sua estreia como diretor, uma adaptação cinematográfica das primeiras obras e cartas de William S. Burroughs.

## Vida pessoal

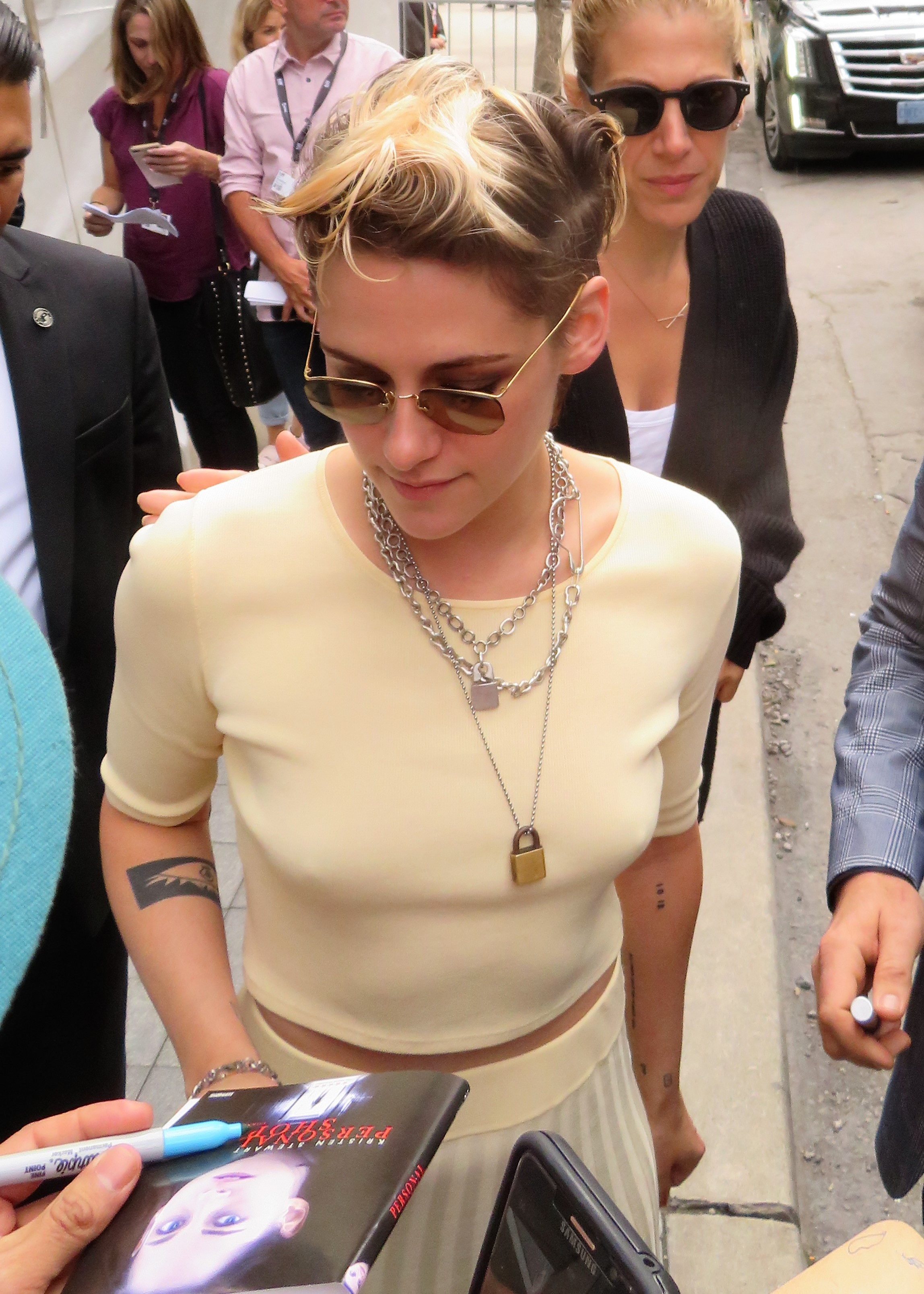
Stewart em 2019

Filha do produtor de televisão John Stewart e da diretora Jules Mann-Stewart, de K-11, tem um irmão biológico chamado Cameron Stewart e dois adotivos, Dana Stewart e Taylor Stewart. Stewart nasceu e vive na Califórnia, porém quando criança viveu três anos no Colorado devido ao trabalho do pai, como produtor de televisão. Ela sempre foi muito ligada aos pais, e tinha muito contato com o trabalho de ambos, por isso sempre esteve muito próxima da área do entretenimento, pois Jules era roteirista e seu pai produtor de televisão. Ainda criança, costumava ler o que a mãe escrevia e frequentava o trabalho do pai; tanto que a primeira entrevista sua para um programa de televisão, fora para o programa no qual seu pai produzia.
Aos sete anos de idade, Stewart foi descoberta por uma agente durante uma apresentação natalina na escola, na qual ela cantava e interpretava. Antes de iniciar nos cinemas, a atriz ainda fez vários testes para TV até conseguir papel em um comercial para a Porsche em 1999. Stewart não costuma falar sobre sua vida abertamente, porém em entrevista para uma revista norte-americana, a atriz revelou que sofria bullying na escola e que esse foi um dos motivos para que começasse a estudar em casa com professores particulares. Kristen se formou aos 19 anos, um pouco atrasada por sua rotina de trabalho, mas com tantas honras quanto qualquer boa aluna do ensino médio.
A atriz também é muito ligada a causas sociais. Além de participar do Festival de música 12.12.12 promovido pela MTV, a atriz também leiloou o vestido usado na première mundial de Amanhecer Parte 2, e recebeu 500 mil dólares por uma conversa de 15 minutos com um Príncipe Árabe. O dinheiro foi inteiramente doado às vítimas do furacão Sandy. Kristen também participa da campanha Shoe Revolt, onde famosos doam sapatos autografados para um leilão beneficente em prol de mulheres vítimas de abuso sexual. Stewart também é membro da Cruz Vermelha de Los Angeles e é madrinha de um hospital que cuida de crianças com Diabetes. Ela também adotou 3 cães vira-latas vítimas de abandono, sendo 2 deles adultos, Bernie e Cole, e Bear que foi salvo de ser sacrificado em um canil em Louisiana quando ainda era filhote. Em 2016 Kristen juntou-se a campanha de caridade criada pela atriz Riley Keough em parceria com o BuildOn para construir escolas para as crianças do Nicarágua, além de se identificar como uma feminista.
A atriz namorou o ator Michael Angarano de 2004 a 2007, com quem contracenou no filme O Silêncio de Melinda de 2004. Também manteve um relacionamento com o também ator Robert Pattinson, que durou 4 anos (2009 até 2013). No mesmo ano, assumiu sua bissexualidade. Namorou e viveu com a produtora de efeitos visuais Alicia Cargile durante três anos (2013 até 2016). A atriz também já se envolveu abertamente com outras mulheres, entre elas a cantora francesa Soko, St. Vincent e a apresentadora Sara Dinkin. Namorou a modelo Stella Maxwell por quase dois anos (dezembro de 2016 a 2018) e, após um breve término, entre dezembro de 2018 e maio de 2019, as duas ficaram juntas até julho de 2019. Desde agosto de 2019, namora a roteirista Dylan Meyer. Em novembro de 2021 a atriz revelou estar noiva de Dylan após dois anos de relacionamento.

## Filmografia

### Cinema
| Ano  | Filme                                     | Papel                         | Notas                 | Ref.           |
| ---- | ----------------------------------------- | ----------------------------- | --------------------- | -------------- |
| 2000 | The Flintstones in Viva Rock Vegas        | Menina no parque de diversões | Sem crédito           |                |
| 2001 | The Safety of Objects                     | Sam Jennings                  | Elenco principal      |                |
| 2002 | Panic Room                                | Sarah Altman                  | Elenco principal      |                |
| 2003 | Cold Creek Manor                          | Kristen Tilson                | Coadjuvante           |                |
| 2004 | Catch That Kid                            | Maddy Phillips                | Protagonista          |                |
| 2004 | Speak                                     | Melinda Sordino               | Protagonista          |                |
| 2004 | Undertow                                  | Lila                          | Coadjuvante           | [ 99 ]         |
| 2005 | Fierce People                             | Maya                          | Elenco principal      |                |
| 2005 | Zathura: A Space Adventure                | Lisa Budwing                  | Coadjuvante           |                |
| 2006 | The Messengers                            | Jessica "Jess" Solomon        | Elenco principal      |                |
| 2007 | In the Land of Women                      | Lucy Hardwicke                | Elenco principal      |                |
| 2007 | Cutlass                                   | Robin (jovem)                 | Protagonista          | Curta metragem |
| 2007 | The Cake Eaters                           | Georgia                       | Elenco principal      |                |
| 2007 | Into the Wild                             | Tracy Tatro                   | Coadjuvante           |                |
| 2008 | Jumper                                    | Sophie                        | Participação especial |                |
| 2008 | What Just Happened                        | Zoe                           | Coadjuvante           |                |
| 2008 | The Yellow Handkerchief                   | Martine                       | Elenco principal      |                |
| 2008 | Twilight                                  | Isabella Swan                 | Protagonista          |                |
| 2009 | Adventureland                             | Emily "Em" Lewin              | Elenco principal      |                |
| 2009 | The Twilight Saga: New Moon               | Isabella Swan                 | Protagonista          |                |
| 2010 | The Runaways                              | Joan Jett                     | Protagonista          | [ 100 ]        |
| 2010 | The Twilight Saga: Eclipse                | Isabella Swan                 | Protagonista          |                |
| 2010 | Welcome to the Rileys                     | Allison/Mallory               | Elenco principal      |                |
| 2011 | On the Road                               | Marylou                       | Elenco principal      |                |
| 2011 | The Twilight Saga: Breaking Dawn - Part 1 | Isabella Swan/Cullen          | Protagonista          |                |
| 2012 | Snow White and the Huntsman               | Branca de Neve                | Protagonista          |                |
| 2012 | The Twilight Saga: Breaking Dawn - Part 2 | Isabella Cullen               | Protagonista          |                |
| 2013 | K-11                                      | Secretária de Ray             | Voz                   |                |
| 2014 | Camp X-Ray                                | Amy Cole                      | Protagonista          |                |
| 2014 | Clouds of Sils Maria                      | Valentine                     | Coadjuvante           |                |
| 2014 | Still Alice                               | Lydia Howland                 | Coadjuvante           | [ 101 ]        |
| 2015 | American Ultra                            | Phoebe Larson                 | Elenco principal      | [ 102 ]        |
| 2015 | Anesthesia                                | Sophie                        | Elenco principal      |                |
| 2015 | Once and Forever                          | Coco Chanel                   | Protagonista          | Curta metragem |
| 2015 | Equals                                    | Nia                           | Protagonista          | [ 103 ]        |
| 2016 | Certain Women                             | Elizabeth Travis              | Elenco principal      |                |
| 2016 | Café Society                              | Vonnie                        | Elenco principal      |                |
| 2016 | Personal Shopper                          | Maureen                       | Protagonista          | [ 104 ]        |
| 2016 | Billy Lynn's Long Halftime Walk           | Kathryn Lynn                  | Coadjuvante           | [ 105 ]        |
| 2018 | Lizzie                                    | Bridget Sullivan              | Coadjuvante           |                |
| 2019 | JT LeRoy                                  | Savannah Knoop                | Protagonista          |                |
| 2019 | Seberg                                    | Jean Seberg                   | Protagonista          |                |
| 2019 | Love, Antosha                             | Ela mesma                     | Documentário          | [ 106 ]        |
| 2019 | Charlie's Angels                          | Sabina Wilson                 | Protagonista          | [ 107 ]        |
| 2020 | Underwater                                | Norah Price                   | Protagonista          |                |
| 2020 | Happiest Season                           | Abby Holland                  | Protagonista          |                |
| 2021 | Spencer                                   | Princesa Diana                | Protagonista          | [ 108 ]        |
| 2022 | Crimes of the Future                      | Timlin                        | Coadjuvante           | [ 109 ]        |
| 2024 | Love Lies Bleeding                        | Lou                           | Protagonista          |                |
| 2024 | Love Me                                   | Me / Deja                     | Protagonista          |                |

### Televisão
| Ano  | Título                      | Papel          | Notas                                                             |
| ---- | --------------------------- | -------------- | ----------------------------------------------------------------- |
| 1999 | The Thirteenth Year         | Garota na fila | Minissérie; sem créditos.                                         |
| 2008 | The Sarah Silverman Program | Anunciante     | Episódio: "I Thought My Dad Was Dead, But It Turns Out He's Not"; |
| 2017 | Saturday Night Live         | Apresentadora  | Episódio: "Kristen Stewart/Alessia Cara"                          |
| 2019 | Saturday Night Live         | Apresentadora  | Episódio: "Kristen Stewart/Coldplay"                              |
| 2022 | Irma Vep                    | Lianna         | Episódio: "The Terrible Wedding"                                  |
| 2023 | Living for the Dead         | Narradora      | Também como criadora e produtora executiva.                       |

### Como Diretora
| Ano  | Título                 | Notas                                                              |
| ---- | ---------------------- | ------------------------------------------------------------------ |
| 2014 | Take Me To The South   | Videoclipe de Sage + the Saints                                    |
| 2017 | 'Come Swim'            | Curta-metragem                                                     |
| 2017 | Down Side of Me (Live) | Videoclipe de Chvrches                                             |
| 2020 | Crickets               | Curta-metragem (Parte da antologia de curtas da Netflix, Homemade) |
| 2023 | The Film               | Curta-metragem / videoclipe de Boygenius                           |

### Videoclipes
| Ano  | Música                       | Artista            |
| ---- | ---------------------------- | ------------------ |
| 2011 | "I Was Broken"               | Marcus Foster      |
| 2014 | "Just One of the Guys"       | Jenny Lewis        |
| 2016 | "Ride 'Em On Down"           | The Rolling Stones |
| 2018 | "If You Really Love Nothing" | Interpol           |
| 2023 | "You Only Love Me"           | Rita Ora           |

## Prêmios e indicações
Stewart recebeu o César Award, o Milano Film Festival Award, o Young Artist Awards e o BAFTA Rising Star Award. Ela ganhou o National Society of Film Critics, do New York Film Critics Circle e do Boston Society of Film Critics Award de Melhor Atriz Coadjuvante por sua atuação em Clouds of Sils Maria. Ela também foi indicada ao Oscar, ao Globo de Ouro e ao Critics' Choice Award de Melhor Atriz, por sua atuação em Spencer.
| Ano  | Premiação                                            | Categoria                                                 | Trabalho indicado                         | Resultado | Ref.    |
| ---- | ---------------------------------------------------- | --------------------------------------------------------- | ----------------------------------------- | --------- | ------- |
| 2003 | Young Artist Awards                                  | Melhor Atriz Principal em Longa-Metragem                  | Panic Room                                | Indicada  |         |
| 2004 | Young Artist Awards                                  | Melhor Jovem Atriz Coadjuvante em Longa-Metragem          | Cold Creek Manor                          | Indicada  |         |
| 2005 | Young Artist Awards                                  | Melhor Jovem Atriz Coadjuvante em Longa-Metragem          | Undertow                                  | Indicada  |         |
| 2007 | Screen Actors Guild Awards                           | Melhor Elenco                                             | Into the Wild                             | Indicada  |         |
| 2007 | Houston Film Critics Society                         | Melhor Elenco                                             | Into the Wild                             | Indicada  |         |
| 2008 | Young Artist Awards                                  | Melhor Jovem Atriz Coadjuvante em Longa-Metragem          | Into the Wild                             | Indicada  |         |
| 2008 | Gold Derby Film Awards                               | Melhor Elenco                                             | Into the Wild                             | Indicada  |         |
| 2008 | Teen Choice Awards                                   | Melhor beijo (com Robert Pattinson)                       | Twilight                                  | Venceu    |         |
| 2008 | Teen Choice Awards                                   | Melhor Atriz de Drama                                     | Twilight                                  | Venceu    |         |
| 2008 | MTV Movie Awards                                     | Melhor Beijo (com Robert Pattinson)                       | Twilight                                  | Venceu    |         |
| 2008 | MTV Movie Awards                                     | Melhor Atriz                                              | Twilight                                  | Venceu    |         |
| 2008 | Scream Awards                                        | Melhor Atriz de Fantasia                                  | Twilight                                  | Venceu    |         |
| 2008 | Scream Awards                                        | Melhor Elenco                                             | Twilight                                  | Indicada  |         |
| 2008 | People's Choice Awards                               | On-Scream Team (com Robert Pattinson e Taylor Lautner)    | Twilight                                  | Venceu    |         |
| 2008 | People's Choice Awards                               | Atriz Favorita                                            | Twilight                                  | Indicada  |         |
| 2008 | Digital Spy Movie Awards                             | Melhor Atriz                                              | Twilight                                  | Venceu    |         |
| 2009 | Gotham Independent Film Awards                       | Melhor Elenco                                             | Adventureland                             | Indicada  |         |
| 2009 | People's Choice Awards                               | Melhor equipe (com Robert Pattinson e Taylor Lautner)     | Twilight                                  | Venceu    |         |
| 2009 | People's Choice Awards                               | Atriz Favorita de Cinema                                  | Twilight                                  | Venceu    |         |
| 2009 | BAFTA Awards                                         | Estrela em Ascensão                                       | Twilight                                  | Venceu    |         |
| 2009 | MTV Movie Awards                                     | Melhor Atriz                                              | The Twilight Saga: New Moon               | Venceu    |         |
| 2009 | MTV Movie Awards                                     | Melhor Beijo (com Robert Pattinson)                       | The Twilight Saga: New Moon               | Venceu    |         |
| 2010 | MTV Movie Awards                                     | Melhor Beijo (com Dakota Fanning)                         | The Runaways                              | Indicada  |         |
| 2010 | Teen Choice Awards                                   | Melhor Atriz de Drama                                     | The Runaways                              | Indicada  |         |
| 2010 | Teen Choice Awards                                   | Melhor Atriz de Ficção Científica / Fantasia              | The Twilight Saga: New Moon               | Venceu    |         |
| 2010 | Teen Choice Awards                                   | Melhor Química (com Robert Pattinson)                     | The Twilight Saga: New Moon               | Venceu    |         |
| 2010 | Teen Choice Awards                                   | Melhor Liplock (com Robert Pattinson)                     | The Twilight Saga: New Moon               | Venceu    |         |
| 2010 | Teen Choice Awards                                   | Estrela de Cinema                                         | The Twilight Saga: Eclipse                | Venceu    |         |
| 2010 | Scream Awards                                        | Melhor Atriz Fantasia                                     | The Twilight Saga: Eclipse                | Venceu    |         |
| 2010 | Kids' Choice Awards                                  | Casal Mais Bonito (com Robert Pattinson e Taylor Lautner) | The Twilight Saga: New Moon               | Venceu    |         |
| 2010 | British Academy Film Awards                          | Prêmio Orange de Melhor Atriz em Ascensão                 | Ela mesma                                 | Venceu    |         |
| 2011 | People's Choice Awards                               | Atriz Favorita                                            | The Twilight Saga: Eclipse                | Venceu    |         |
| 2011 | People's Choice Awards                               | Elenco Favorito (com Robert Pattinson e Taylor Lautner)   | The Twilight Saga: Eclipse                | Venceu    |         |
| 2011 | Festival Internacional de Cinema de Melbourne (MIFF) | Melhor Atriz                                              | Welcome to the Rileys                     | Venceu    |         |
| 2011 | MTV Movie Awards                                     | Melhor Beijo (com Robert Pattinson)                       | The Twilight Saga: Eclipse                | Venceu    |         |
| 2011 | MTV Movie Awards                                     | Melhor Beijo (com Taylor Lautner)                         | The Twilight Saga: Eclipse                | Indicada  |         |
| 2011 | MTV Movie Awards                                     | Melhor Atriz                                              | The Twilight Saga: Eclipse                | Venceu    |         |
| 2011 | Teen Choice Awards                                   | Melhor Atriz de Ficção Científica / Fantasia              | The Twilight Saga: Eclipse                | Indicada  |         |
| 2011 | Teen Choice Awards                                   | Melhor Beijo (com Robert Pattinson)                       | The Twilight Saga: Eclipse                | Indicada  |         |
| 2011 | Teen Choice Awards                                   | Melhor beijo (com Taylor Lautner)                         | The Twilight Saga: Eclipse                | Indicada  |         |
| 2012 | Kids' Choice Awards                                  | Atriz de Cinema Favorita                                  | The Twilight Saga: Breaking Dawn – Part 1 | Venceu    |         |
| 2012 | MTV Movie Awards                                     | Melhor Beijo (com Robert Pattinson)                       | The Twilight Saga: Breaking Dawn – Part 1 | Venceu    |         |
| 2012 | Teen Choice Awards                                   | Melhor Atriz de Ficção Científica / Fantasia              | The Twilight Saga: Breaking Dawn – Part 1 | Indicada  |         |
| 2012 | Teen Choice Awards                                   | Melhor Atriz Romance                                      | The Twilight Saga: Breaking Dawn – Part 1 | Venceu    |         |
| 2012 | Teen Choice Awards                                   | Estrela de Cinema de Verão                                | The Twilight Saga: Breaking Dawn – Part 1 | Venceu    |         |
| 2013 | People's Choice Awards                               | Rosto Favorito do Heroísmo                                | Branca de Neve e o Caçador                | Indicada  |         |
| 2013 | People's Choice Awards                               | Melhor Química (compartilhado com Chris Hemsworth)        | Branca de Neve e o Caçador                | Indicada  |         |
| 2013 | Kids' Choice Awards                                  | Atriz de Cinema Favorita                                  | The Twilight Saga: Breaking Dawn – Part 2 | Venceu    |         |
| 2013 | Kids' Choice Awards                                  | Favorite Female Buttkicker                                | The Twilight Saga: Breaking Dawn – Part 2 | Venceu    |         |
| 2013 | Teen Choice Awards                                   | Melhor Atriz em filme de Ficção Científica/Fantasia       | The Twilight Saga: Breaking Dawn – Part 2 | Venceu    |         |
| 2013 | Teen Choice Awards                                   | Melhor Atriz em filme de Romance                          | The Twilight Saga: Breaking Dawn – Part 2 | Venceu    |         |
| 2014 | Women Film Critics Circle Awards                     | Melhor Atriz                                              | Camp X-Ray                                | Indicada  |         |
| 2014 | Awards Circuit Community Awards                      | Melhor Atriz Coadjuvante                                  | Still Alice                               | Indicada  |         |
| 2015 | César Awards                                         | Melhor Atriz Secundária                                   | Clouds of Sils Maria                      | Venceu    |         |
| 2015 | New York Film Critics Circle Awards                  | Melhor Atriz Coadjuvante                                  | Clouds of Sils Maria                      | Venceu    |         |
| 2015 | Boston Online Film Critics Association Awards        | Melhor Atriz Coadjuvante                                  | Clouds of Sils Maria                      | Venceu    |         |
| 2015 | Boston Society of Film Critics                       | Melhor Atriz Coadjuvante                                  | Clouds of Sils Maria                      | Venceu    |         |
| 2015 | Prémios Los Angeles Film Critics Association         | Melhor Atriz Coadjuvante                                  | Clouds of Sils Maria                      | Venceu    |         |
| 2015 | Online Film Critics Society Awards                   | Melhor Atriz Coadjuvante                                  | Clouds of Sils Maria                      | Indicada  |         |
| 2015 | Chicago Film Critics Association                     | Melhor Atriz Coadjuvante                                  | Clouds of Sils Maria                      | Indicada  |         |
| 2015 | Detroit Film Critic Society                          | Melhor Atriz Coadjuvante                                  | Clouds of Sils Maria                      | Indicada  |         |
| 2015 | Italian Online Movie Awards (IOMA)                   | Melhor Atriz Coadjuvante                                  | Clouds of Sils Maria                      | Indicada  |         |
| 2015 | American Film Critics Association                    | Melhor Atriz Coadjuvante                                  | Clouds of Sils Maria                      | Indicada  |         |
| 2015 | San Diego Film Critics Society Awards                | Melhor Atriz Coadjuvante                                  | Clouds of Sils Maria                      | Venceu    |         |
| 2015 | St. Louis Film Critics Association                   | Melhor Atriz Coadjuvante                                  | Clouds of Sils Maria                      | Venceu    |         |
| 2015 | Florida Film Critics Circle Award                    | Melhor Atriz Coadjuvante                                  | Clouds of Sils Maria                      | Venceu    |         |
| 2016 | National Society of Film Critics                     | Melhor Atriz Coadjuvante                                  | Clouds of Sils Maria                      | Venceu    |         |
| 2016 | EDA Awards                                           | Melhor Atriz Coadjuvante                                  | Clouds of Sils Maria                      | Venceu    |         |
| 2016 | London Critics Circle Awards                         | Melhor Atriz Coadjuvante                                  | Clouds of Sils Maria                      | Indicada  |         |
| 2017 | Sundance Film Festival                               | Grande Júri de Curta Metragem                             | Come Swim                                 | Indicada  |         |
| 2017 | Las Vegas Film Critics Society                       | Melhor Atriz                                              | Personal Shopper                          | Indicada  |         |
| 2017 | Indiana Film Journalists Association                 | Melhor Atriz                                              | Personal Shopper                          | Indicada  |         |
| 2017 | St. Louis Film Critics Association                   | Melhor Atriz                                              | Personal Shopper                          | Indicada  |         |
| 2017 | Austin Film Critics Association                      | Melhor Atriz                                              | Personal Shopper                          | Indicada  |         |
| 2018 | International Cinephile Society                      | Melhor Atriz                                              | Personal Shopper                          | Indicada  |         |
| 2019 | Deauville American Film Festival                     | Prêmio de Talento de Deauville                            | Seberg                                    | Venceu    |         |
| 2019 | Mill Valley Film Festival                            | Prêmio Spotlight (Destaque)                               | Seberg                                    | Venceu    |         |
| 2019 | Zurich Film Festival                                 | Prêmio Olho de Ouro                                       | Seberg                                    | Venceu    |         |
| 2020 | Alliance of Women Film Journalists                   | Ela precisa um agente de novo                             | Seberg                                    | Indicada  |         |
| 2020 | Alliance of Women Film Journalists                   | Ela precisa um agente de novo                             | Charlie's Angels                          | Indicada  |         |
| 2020 | Hollywood Critics Association                        | Atriz da Década                                           | Ela mesma                                 | Venceu    |         |
| 2021 | Gotham Independent Film Awards                       | Prêmio Tributo a Performer                                | Ela mesma                                 | Venceu    |         |
| 2021 | Atlanta Film Critics Circle                          | Melhor Atriz                                              | Spencer                                   | Venceu    | [ 114 ] |
| 2021 | Boston Online Film Critics Association               | Melhor Atriz                                              | Spencer                                   | Venceu    | [ 115 ] |
| 2021 | Chicago Film Critics Association                     | Melhor Atriz                                              | Spencer                                   | Venceu    |         |
| 2021 | Dallas–Fort Worth Film Critics Association           | Melhor Atriz                                              | Spencer                                   | Venceu    |         |
| 2021 | Denver Film Critics Society                          | Melhor Atriz                                              | Spencer                                   | Venceu    | [ 116 ] |
| 2021 | DiscussingFilm Critic Awards                         | Melhor Atriz                                              | Spencer                                   | Venceu    | [ 117 ] |
| 2021 | Greater Western New York Film Critics Association    | Melhor Atriz                                              | Spencer                                   | Venceu    | [ 118 ] |
| 2021 | Hawaii Film Critics Society                          | Melhor Atriz                                              | Spencer                                   | Venceu    | [ 119 ] |
| 2021 | Indiana Film Journalists Association                 | Melhor Atriz                                              | Spencer                                   | Venceu    | [ 120 ] |
| 2021 | Internet Film Critics Society                        | Melhor Atriz                                              | Spencer                                   | Venceu    | [ 121 ] |
| 2021 | Nevada Film Critics Society                          | Melhor Atriz                                              | Spencer                                   | Venceu    | [ 122 ] |
| 2021 | North Dakota Film Society                            | Melhor Atriz                                              | Spencer                                   | Venceu    | [ 123 ] |
| 2021 | North Texas Film Critics Association                 | Melhor Atriz                                              | Spencer                                   | Venceu    | [ 124 ] |
| 2021 | Online Association of Female Film Critics            | Melhor Atriz                                              | Spencer                                   | Venceu    | [ 125 ] |
| 2021 | Philadelphia Film Critics Circle                     | Melhor Atriz                                              | Spencer                                   | Venceu    | [ 126 ] |
| 2021 | Phoenix Critics Circle                               | Melhor Atriz                                              | Spencer                                   | Venceu    | [ 127 ] |
| 2021 | Phoenix Film Critics Society                         | Melhor Atriz                                              | Spencer                                   | Venceu    | [ 128 ] |
| 2021 | Portland Critics Association                         | Melhor Atriz                                              | Spencer                                   | Venceu    | [ 129 ] |
| 2021 | Seattle Film Critics Society                         | Melhor Atriz                                              | Spencer                                   | Venceu    | [ 130 ] |
| 2021 | Southeastern Film Critics Association                | Melhor Atriz                                              | Spencer                                   | Venceu    | [ 131 ] |
| 2021 | St. Louis Film Critics Association                   | Melhor Atriz                                              | Spencer                                   | Venceu    | [ 132 ] |
| 2021 | Washington D.C. Area Film Critics Association        | Melhor Atriz                                              | Spencer                                   | Venceu    | [ 133 ] |
| 2021 | Women Film Critics Circle                            | Melhor Atriz                                              | Spencer                                   | Venceu    | [ 134 ] |
| 2021 | Dublin Film Critics' Circle                          | Melhor Atriz                                              | Spencer                                   | Indicado  |         |
| 2021 | IndieWire Critics Poll                               | Melhor Performance                                        | Spencer                                   | Indicado  |         |
| 2021 | Iowa Film Critics Association                        | Melhor Atriz                                              | Spencer                                   | Indicado  | [ 135 ] |
| 2021 | Kansas City Film Critics Circle                      | Melhor Atriz                                              | Spencer                                   | Indicado  | [ 136 ] |
| 2021 | Toronto Film Critics Association                     | Melhor Atriz                                              | Spencer                                   | Indicado  | [ 137 ] |
| 2021 | Alliance of Women Film Journalists Awards            | Melhor Atriz                                              | Spencer                                   | Indicado  | [ 138 ] |
| 2021 | Austin Film Critics Association                      | Melhor Atriz                                              | Spencer                                   | Indicado  |         |
| 2021 | Chicago Indie Critics                                | Melhor Atriz                                              | Spencer                                   | Indicado  | [ 139 ] |
| 2021 | Detroit Film Critics Society                         | Melhor Atriz                                              | Spencer                                   | Indicado  | [ 140 ] |
| 2021 | Florida Film Critics Circle                          | Melhor Atriz                                              | Spencer                                   | Indicado  |         |
| 2021 | Houston Film Critics Society                         | Melhor Atriz                                              | Spencer                                   | Indicado  |         |
| 2021 | International Cinephile Society                      | Melhor Atriz                                              | Spencer                                   | Indicado  | [ 141 ] |
| 2021 | Las Vegas Film Critics Society                       | Melhor Atriz                                              | Spencer                                   | Indicado  | [ 142 ] |
| 2021 | London Film Critics' Circle                          | Melhor Atriz                                              | Spencer                                   | Indicado  |         |
| 2021 | Music City Film Critics Association                  | Melhor Atriz                                              | Spencer                                   | Indicado  | [ 143 ] |
| 2021 | North Carolina Film Critics Association              | Melhor Atriz                                              | Spencer                                   | Indicado  | [ 144 ] |
| 2021 | Online Film Critics Society                          | Melhor Atriz                                              | Spencer                                   | Indicado  | [ 145 ] |
| 2021 | San Diego Film Critics Society                       | Melhor Atriz                                              | Spencer                                   | Indicado  |         |
| 2021 | San Francisco Bay Area Film Critics Circle           | Melhor Atriz                                              | Spencer                                   | Indicado  |         |
| 2021 | Gold Derby Film Awards                               | Melhor Atriz                                              | Spencer                                   | Indicada  | [ 146 ] |
| 2021 | Hollywood Critics Association                        | Melhor Atriz                                              | Spencer                                   | Venceu    | [ 147 ] |
| 2021 | Online Film & Television Association                 | Melhor Atriz                                              | Spencer                                   | Indicada  | [ 148 ] |
| 2022 | Palm Springs International Film Festival             | Prêmio Spotlight                                          | Spencer                                   | Venceu    |         |
| 2022 | Prêmios Globo de Ouro                                | Melhor Atriz em Cinema - Drama                            | Spencer                                   | Indicado  |         |
| 2022 | Critics' Choice Awards                               | Melhor Atriz em Cinema                                    | Spencer                                   | Indicado  |         |
| 2022 | Oscar                                                | Melhor Atriz                                              | Spencer                                   | Indicado  |         |
| 2022 | Satellite award                                      | Melhor Atriz em Cinema-drama                              | Spencer                                   | Venceu    | [ 149 ] |